# منطقه پاسکو
منطقه پاسکو (به اسپانیایی: Pasco Region) یک منطقه در پرو است.
مساحت این منطقه  ۲۵۳۱۹٫۵۹ کیلومتر مربع و جمعیت آن ۲۷۷۴۷۵ نفر است.